# Acianthera rodriguesii
Acianthera rodriguesii é uma espécie de orquídea epífita, família Orchidaceae, que existe no Paraná, Brasil. São plantas de tamanho médio a pequeno,  de crescimento subcespitoso, com caules mais longos que as folhas, de secção cilíndrica na base e comprimidos na porção superior, as folhas são mais ou menos ovais e acuminadas, e inflorescência mais curta que a folha com três a seis flores amareladas ou purpúreas, semelhantes à da Acianthera tristis.

## Publicação e sinônimos
- Acianthera rodriguesii (Cogn.) Pridgeon & M.W.Chase, Lindleyana 16: 246 (2001).

Sinônimos homotípicos:
- Pleurothallis rodriguesii  Cogn. in C.F.P.von Martius & auct. suc. (eds.), Fl. Bras. 3(4): 538 (1896).